# Journey 2: Hòn đảo huyền bí
Hành trình 2: Hòn đảo huyền bí (tựa tiếng Anh: Journey 2: The Mysterious Island) là bộ phim hài hước, phiêu lưu và viễn tưởng định dạng 3D năm 2012 của Mỹ do Brad Peyton làm đạo diễn, nó là phần tiếp theo của phim viễn tưởng năm 2008 Journey to the Center of the Earth. Phim cũng dựa theo một tiểu thuyết của Jules Verne mang tên The Mysterious Island.
Journey 2: The Mysterious Island có câu tagline chính thức là Believe the Impossible. Discover the Incredible (dịch sang tiếng Việt: Tin vào thứ không thể tin. Khám phá thứ khó tin).

## Nội dung
Đã bốn năm trôi qua sau khi thám hiểm tâm Trái đất trong phần phim trước, Sean Anderson đã trở thành một cậu thiếu niên 17 tuổi. Sean bị cảnh sát bắt vì lẻn vào trạm điều khiển vệ tinh, một lát sau, bố dượng của Sean là Hank Parsons đến bảo lãnh Sean về. Hank khám phá ra Sean đã nhận được tín hiệu cầu cứu được mã hóa từ ông nội của Sean ở hòn đảo huyền bí, một nơi mà không thể thấy trên bản đồ thế giới.
Hank giúp Sean giải mã tín hiệu cầu cứu, anh ta lấy ba tờ giấy từ ba cuốn sách của Jules Verne và ráp chúng lại với nhau. Trên giấy hiện ra bản đồ hòn đảo huyền bí, Hank và Sean liền lên kế hoạch đi đến hòn đảo huyền bí, vừa để tìm ông nội Sean vừa để thám hiểm hòn đảo. Hai người đến Palau rồi tìm người đưa họ ra hòn đảo; xung quanh hòn đảo là vùng biển vô cùng nguy hiểm nên biết bao nhiêu tàu thuyền, máy bay đều bị mất tích ở đó. Ông Gabato và con gái ông ta Kailani đồng ý đưa Hank và Sean ra hòn đảo bằng máy bay trực thăng với giá 3000 đôla. Khi gần đến hòn đảo thì chiếc trực thăng bị bão cuốn khiến cả bốn người rơi xuống. Hank, Sean, Gabato và Kailani đã đến hòn đảo huyền bí; nơi đây có cảnh đẹp mà sinh vật ở đây cũng rất lạ thường. Bốn người bị một con thằn lằn viền cổ khổng lồ truy đuổi, sau đó họ được cứu bởi ông Alexander Anderson - ông nội của Sean và cũng là bố của hai nhân vật Max và Trevor Anderson trong phần phim trước.
Hai năm trước, ông Alexander đã trôi dạc vào hòn đảo này sau khi tất cả những người đi chung thuyền với ông đều chết hết. Ông Alexander đã một mình sống trên đảo trong suốt thời gian dài vừa qua, mấy ngày trước ông có gửi tín hiệu cầu cứu cho Sean. Ông Alexander dẫn bốn người về ngôi nhà trên cây của ông ta, bọn họ bàn nhau làm cách nào để trở về đất liền, bởi vì hòn đảo sắp bị chìm xuống đại dương trong nay mai. Thứ duy nhất có thể giúp họ trở về đất liền là chiếu tàu ngầm Nautilus huyền thoại của thuyền trưởng Nemo, đang được giấu đâu đó trên đảo.
Hank, Sean, Gabato, Kailani và Alexander nhảy lên những con ong to lớn thân thiện để bắt chúng chở họ đi cho nhanh. Nhưng giữa đường thì có bầy chim khổng lồ tấn công bầy ong, năm người phải nhảy xuống đi bộ tiếp. Gabato thấy đằng xa có ngọn núi lửa với đống vàng trên đó, ông ta tính đem ít vàng về vì muốn Kailani đi học đại học, tuy nhiên Kailani và Alexander đã ngăn Gabato lại. Còn Hank và Sean đi tìm tàu ngầm Nautilus, cuối cùng họ cũng tìm ra, năm người lên tàu ngầm rồi rời khỏi hòn đảo thành công. Lúc đó núi lửa phun ra dữ dội, mặt đất trên đảo nứt ra, cả hòn đảo chìm xuống đại dương.

## Diễn viên
- Dwayne Johnson vai Hank Parsons
- Josh Hutcherson vai Sean Anderson
- Michael Caine vai Alexander Anderson
- Vanessa Hudgens vai Kailani
- Luis Guzmán vai Gabato
- Kristin Davis vai Elizabeth "Liz" Anderson-Parsons

## Giải thưởng
| Danh sách giải thưởng | Danh sách giải thưởng | Danh sách giải thưởng | Danh sách giải thưởng | Danh sách giải thưởng | Danh sách giải thưởng |
| Giải thưởng           | Năm                   | Thể loại              | Nhân vật              | Kết quả               | Chú thích             |
| --------------------- | --------------------- | --------------------- | --------------------- | --------------------- | --------------------- |
| BMI Film & TV Awards  | 2012                  | Film Music            | Andrew Lockington     | Đoạt giải             | [ 3 ]                 |